# المصفوفة الفعالة لثنائيات المساري العضوية الباعثة للضوء

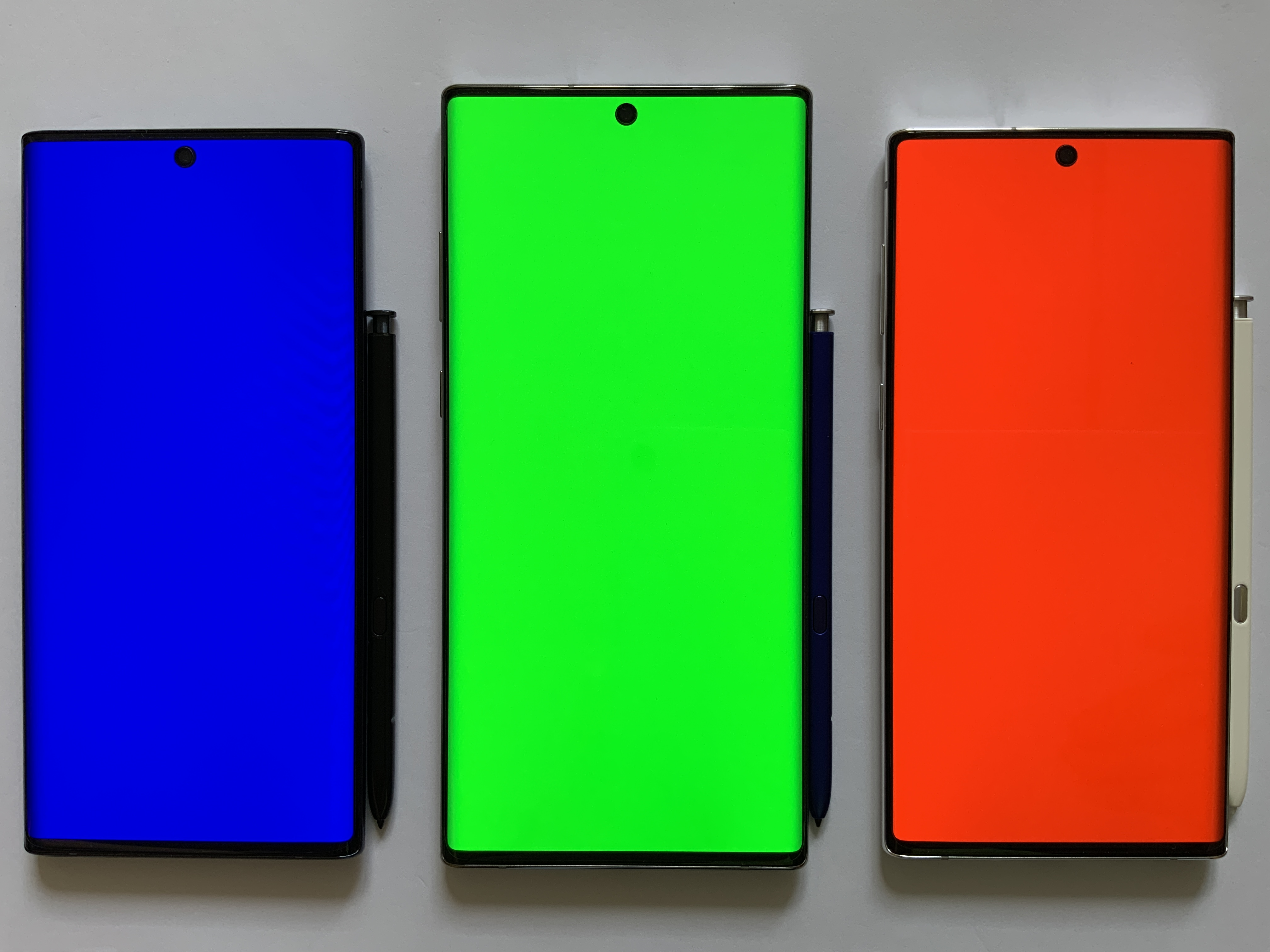
شاشة AMOLED المستخدمة في هاتف سامسونج جالكسي نوت

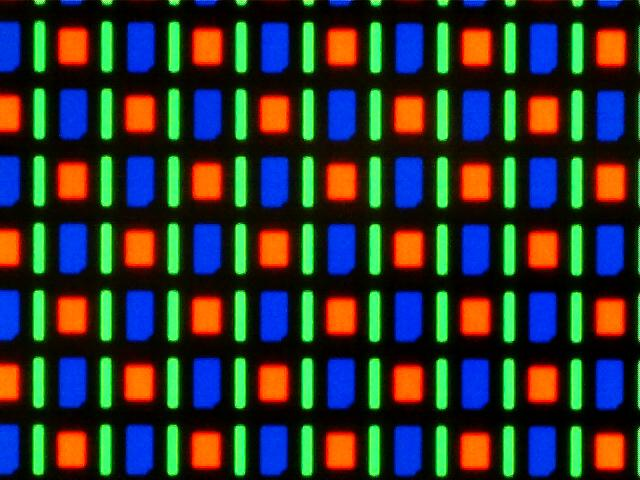
صورة مكبرة لشاشة AMOLED على الهاتف الذكي نيكسس باستخدام نظام RGB

المصفوفة الفعالة لثنائيات المساري العضوية الباعثة للضوء (بالإنجليزية: Active Matrix Organic Light Emitting Diode)‏ اختصاراً AMOLED، هي تقنية عرض تُستخدم في الأجهزة النقالة وأجهزة التلفزيون. تُشير تقنية OLED إلى نوع معين من التكنولوجيا حيث تكون الشاشات رقيقة الفيلم وتحتوي مركبات مركبات عضوية في تركيبها تُشكل مواد كهربائية ناقلة، بينما تُشير المصفوفة النشطة إلى تكنولوجيا البكسلات.
بدء استخدام تقنية AMOLED في الأجهزة الإلكترونية من الهواتف النقالة والكاميرات الرقمية ومشغلات الوسائط اعتباراً من العام 2012 ، واستمر التقدم في هذه التكنولوجيا لإحراز تقدم نحو إنتاج تقنية منخفضة استهلاك الطاقة ومنخفضة التكلفة الأنتاجية وبأحجام كبيرة (على سبيل المثال، شاشات بحجم 40 بوصة) .

## التصميم
تتكون شاشات AMOLED من شاشة الصمام الثنائي المتناسق المضئ أو بالاختصار OLED وتقنية المصفوفة النشطة العضوية التي تُولد الضوء (تألق) عند تفعيل النشاط الكهربائي فيها والتي تم تركيبها أو دمجها في مجموعة ترانزستورات ذات الأغشية الرقيقة(TFT)، التي تعمل على تدفق التيار إلى كل بكسل في سلسلة من مفاتيح التحكم .
عادةً، يتم التحكم في هذا التدفق المستمر من قبل اثنين على الأقل من الترانستورات الرقيقة TFTs في كل بكسل (لتفعيل التألق)، تقوم هذه الترانزستورات TFT بالبدء ووقف شحن لمكثف التخزين لتوفير مصدر الجهد على المستوى اللازم لإنشاء تيار ثابت للبكسل، وبالتالي القضاء على الحاجة إلى تيارات عالية جداً اللازمة للتشغيل السلبي للمصفوفة .

## المصطلحات التسويقية

تمثيل شاشة المصفوفة الفعالة لثنائيات المساري العضوية الباعثة للضوء AMOLED

### AMOLED الفائق
الـ AMOLED الفائق أو ما يُطلق علية اسم Super AMOLED هو مصطلح قامت شركة سامسونج باستخدام تقنية الـ AMOLED مع تحويل رقمي متكامل، وهذا يعني أن الطبقة التي تستشعر اللمس تم دمجها في الشاشة. وفقاً لسامسونج فإن تقنية AMOLED الفائق تعكس خمس مقدار أشعة الشمس مقارنةً مع الجيل الأول من الـ AMOLED. أي أنه لم يتم تغيير تكنولوجيا العرض نفسها. الـ AMOLED الفائق هو جزء من عائلة مصفوفة Pentile. ويُختصر أحياناً SAMOLED .

### AMOLED الفائق المطور
الـ AMOLED الفائق المطور أو ما يُطلق علية اسم Super AMOLED Advanced

### AMOLED الفائق بلس
الـ AMOLED الفائق بلس أو ما يُطلق علية اسم Super AMOLED Plus

### AMOLED الفائق بالتقنية عالية الوضوح
الـ AMOLED الفائق بالتقنية عالية الوضوح أو ما يُطلق علية اسم HD Super AMOLED

### AMOLED الفائق بالتقنية عالية الوضوح بلس
الـ AMOLED الفائق بالتقنية عالية الوضوح بلس أو ما يُطلق علية اسم HD Super AMOLED Plus

### AMOLED الفائق بتقنية الوضوح العالي الكامل

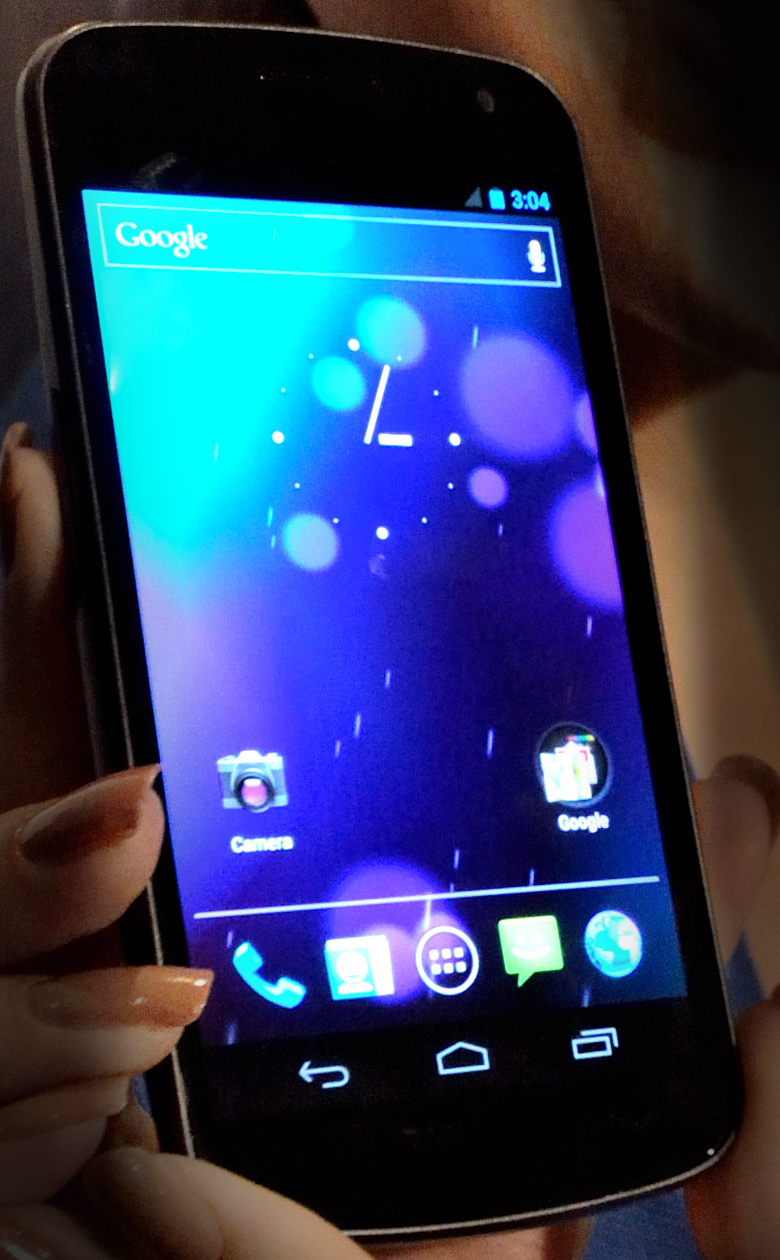
موبايل سامسونج نيكسس بتقنية الأموليد الفائق الوضوح العالي الكامل

الـ AMOLED الفائق بتقنية الوضوح العالي الكامل أو ما يُطلق علية اسم Full HD Super AMOLED

### مقارنة
| المصطلح                       | الدقة     | الحجم (أنش) | بكسل بالأنش (PPI) | تصميم البكسل | يوجد في                  |
| ----------------------------- | --------- | ----------- | ----------------- | ------------ | ------------------------ |
| AMOLED Capacitive Touchscreen | 640×360   | 3.2         | 229               | RGBG PenTile | نوكيا C6-01              |
| Super AMOLED                  | 800×480   | 4.0         | 233               | RGBG PenTile | سامسونج جالكسي إس        |
| Super AMOLED Advanced         | 960×540   | 4.3         | 256               | RGBG PenTile | اندرويد رازر             |
| qHD Super AMOLED              | 960×540   | 4.3         | 256               | RGB S-Stripe | سامسونج جلاكسي إس 4 ميني |
| Super AMOLED Plus             | 800×480   | 4.3 (4.27)  | 218               | RGB stripe   | سامسونج جالكسي إس 2      |
| HD Super AMOLED               | 1280×800  | 5.3 (5.29)  | 285               | RGBG PenTile | سامسونج جالكسي نوت       |
| HD Super AMOLED               | 1280×720  | 5.0         | 295               | RGB S-Stripe | بلاك بيري زد 30          |
| HD Super AMOLED               | 1280×720  | 4.7 (4.65)  | 316               | RGBG PenTile | جالكسي نكسس              |
| HD Super AMOLED               | 1280×720  | 4.7 (4.65)  | 316               | RGB S-Stripe | موتو إكس                 |
| HD Super AMOLED               | 1280×720  | 4.8         | 306               | RGBG PenTile | سامسونج جالكسي إس 3      |
| HD Super AMOLED               | 1280×720  | 5.6 (5.55)  | 267               | RGB S-Stripe | جالاكسي نوت 2            |
| HD Super AMOLED Plus          | 1280×800  | 7.7         | 197               | RGB stripe   | جالاكسي تاب 7.7          |
| Full HD Super AMOLED          | 1920×1080 | 5.0         | 441               | RGBG PenTile | سامسونج جالكسي إس 4      |
| Full HD Super AMOLED          | 1920×1080 | 5.7         | 388               | RGBG PenTile | سامسونج جالاكسي نوت 3    |

## روابط خارجية
كريغ فريدريك.أنواع شاشات OLED